# 根来組
根来組（ねごろぐみ）は、江戸幕府における百人組の一つ。他に伊賀組、甲賀組、二十五騎組が存在した。

## 概要
天正12年（1584年）、根来衆は小牧・長久手の戦いに連動して雑賀衆らと共に大坂を攻撃し、羽柴秀吉の心胆を寒からしめた。紀州攻めによって根来寺が滅亡すると、根来衆頭目の根来大膳は伊勢に逃れ家康の配下となる。
天正13年（1585年）には、後の百人組の原型として最も早く設置され、50名が成瀬正成の組下に置かれた。また、鉄砲師範には後の牛久藩主、山口重政が任ぜられている。関東討入後は内藤新宿に配備され、四谷の成瀬正成の指揮下で甲州路の防衛に当たった。関ヶ原の戦いでは成瀬正成の指揮の下、最前線で活躍する。正成が尾張藩の附家老として犬山城に異動した後も成瀬氏の影響力が残ったといわれている。また、関ヶ原の戦い時には根来組はもうひと組あり、伊奈令成が組頭であったが合戦後に廃絶している。
当時鉄砲の技術は特殊技能であったことから、伊賀、甲賀、根来の鉄砲隊を忍者とみなすこともあり、根来忍術を駆使して諜報活動にも従事していたという説もあるが、根来衆はあくまで鉄砲隊であると思われる。